# Таскалуса (Алабама)
Таскалуса (англ. Tuscaloosa) — місто (англ. city) в США, в окрузі Таскалуса штату Алабама. Населення — 99 600 осіб (2020).

## Географія
Таскалуса розташована за координатами 33°13′59″ пн. ш. 87°31′33″ зх. д. / 33.23306° пн. ш. 87.52583° зх. д. (33.233083, -87.525798). За даними Бюро перепису населення США у 2010 році місто мало площу 182,22 км², з яких 156,01 км² — суходіл та 26,21 км² — водойми.

## Історія
Засноване в 1816 році на місці поселення індіанців крік, яке існувало з 1809 року. Статус міста з 1819 року. У 1826–1846 роках Таскалуса була столицею штату. У 1865 році місто майже повністю спалене армією сіверян. Назване на честь вождя племені чокто Таскалуси («Чорного воїна»), який у 1540 році в цих місцях зазнав поразки у сутичці з експедицією Ернандо де Сото.

### Клімат
| Клімат : Таскалуса      | Клімат : Таскалуса | Клімат : Таскалуса | Клімат : Таскалуса | Клімат : Таскалуса | Клімат : Таскалуса | Клімат : Таскалуса | Клімат : Таскалуса | Клімат : Таскалуса | Клімат : Таскалуса | Клімат : Таскалуса | Клімат : Таскалуса | Клімат : Таскалуса | Клімат : Таскалуса |
| Показник                | Січ.               | Лют.               | Бер.               | Квіт.              | Трав.              | Черв.              | Лип.               | Серп.              | Вер.               | Жовт.              | Лист.              | Груд.              | Рік                |
| Абсолютний максимум, °C | 27,8               | 30,0               | 31,1               | 34,4               | 36,7               | 40,6               | 41,7               | 41,7               | 40,0               | 36,7               | 31,1               | 27,8               | 41,7               |
| Середній максимум, °C   | 13,1               | 15,7               | 20,4               | 24,5               | 28,6               | 31,8               | 33,4               | 33,3               | 30,6               | 25,1               | 19,5               | 14,3               | 24,2               |
| Середній мінімум, °C    | 1,0                | 2,9                | 6,4                | 10,1               | 15,5               | 19,7               | 21,8               | 21,5               | 17,7               | 11,1               | 5,9                | 2,3                | 11,4               |
| Абсолютний мінімум, °C  | −18,3              | −18,3              | −11,1              | −1,7               | 2,2                | 7,2                | 12,2               | 11,7               | 2,8                | −5                 | −12,2              | −16,7              | −18,3              |
| Норма опадів, мм        | 136                | 135                | 115                | 107                | 101                | 121                | 112                | 84                 | 89                 | 89                 | 129                | 117                | 1336               |
| Днів з опадами          | 9,8                | 9,6                | 9,6                | 7,9                | 9,5                | 9,5                | 10,4               | 9,3                | 7,9                | 8,4                | 9,1                | 10,3               | 111,3              |
| ----------------------- | ------------------ | ------------------ | ------------------ | ------------------ | ------------------ | ------------------ | ------------------ | ------------------ | ------------------ | ------------------ | ------------------ | ------------------ | ------------------ |
| Джерело: NOAA           |                    |                    |                    |                    |                    |                    |                    |                    |                    |                    |                    |                    |                    |

## Демографія
Згідно з переписом 2010 року, у місті мешкало 90 468 осіб у 36 185 домогосподарствах у складі 17 592 родин. Густота населення становила 496 осіб/км². Було 40842 помешкання (224/км²).
Расовий склад населення:
| - 53,8 % — білих - 41,5 % — чорних або афроамериканців - 1,8 % — азіатів - 0,2 % — корінних американців - 1,5 % — осіб інших рас |

До двох чи більше рас належало 1,1 %. Частка іспаномовних становила 3,0 % від усіх жителів.
За віковим діапазоном населення розподілялося таким чином: 17,4 % — особи молодші 18 років, 72,8 % — особи у віці 18—64 років, 9,8 % — особи у віці 65 років та старші. Медіана віку мешканця становила 25,4 року. На 100 осіб жіночої статі у місті припадало 92,7 чоловіків; на 100 жінок у віці від 18 років та старших — 90,5 чоловіків також старших 18 років.
Середній дохід на одне домашнє господарство становив 59 693 долари США (медіана — 39 351), а середній дохід на одну сім'ю — 76 586 доларів (медіана — 52 458). Медіана доходів становила 41 179 доларів для чоловіків та 31 613 долари для жінок. За межею бідності перебувало 25,1 % осіб, у тому числі 32,8 % дітей у віці до 18 років та 8,0 % осіб у віці 65 років та старших.
Цивільне працевлаштоване населення становило 39 319 осіб. Основні галузі зайнятості: освіта, охорона здоров'я та соціальна допомога — 33,9 %, мистецтво, розваги та відпочинок — 13,5 %, роздрібна торгівля — 10,9 %, виробництво — 10,9 %.